# Wereldkampioenschap superbike van Phillip Island 2005
Het wereldkampioenschap superbike van Phillip Island 2005 was de tweede ronde van het wereldkampioenschap superbike en het wereldkampioenschap Supersport 2005. De races werden verreden op 3 april 2005 op het Phillip Island Grand Prix Circuit op Phillip Island, Australië.

## Superbike

### Race 1
Lorenzo Lanzi werd gediskwalificeerd omdat zijn motorfiets onder het minimumgewicht zat.
| Pos | Nr  | Rijder              | Constructeur | Rondes | Tijd              | Grid | Punten |
| --- | --- | ------------------- | ------------ | ------ | ----------------- | ---- | ------ |
| 1   | 11  | Troy Corser         | Suzuki       | 22     | 35:15.199         | 4    | 25     |
| 2   | 71  | Yukio Kagayama      | Suzuki       | 22     | +8.279            | 1    | 20     |
| 3   | 77  | Chris Vermeulen     | Honda        | 22     | +12.551           | 9    | 16     |
| 4   | 76  | Max Neukirchner     | Honda        | 22     | +12.761           | 3    | 13     |
| 5   | 88  | Andrew Pitt         | Yamaha       | 22     | +13.204           | 5    | 11     |
| 6   | 3   | Norifumi Abe        | Yamaha       | 22     | +15.116           | 12   | 10     |
| 7   | 55  | Régis Laconi        | Ducati       | 22     | +17.195           | 8    | 9      |
| 8   | 31  | Karl Muggeridge     | Honda        | 22     | +33.821           | 6    | 8      |
| 9   | 9   | Chris Walker        | Kawasaki     | 22     | +34.010           | 13   | 7      |
| 10  | 200 | Giovanni Bussei     | Kawasaki     | 22     | +42.594           | 11   | 6      |
| 11  | 32  | Sébastien Gimbert   | Yamaha       | 22     | +42.851           | 20   | 5      |
| 12  | 6   | Mauro Sanchini      | Kawasaki     | 22     | +44.556           | 16   | 4      |
| 13  | 8   | Ivan Clementi       | Kawasaki     | 22     | +44.804           | 17   | 3      |
| 14  | 1   | James Toseland      | Ducati       | 22     | +1:01.011         | 10   | 2      |
| 15  | 93  | Andrew Stroud       | Suzuki       | 22     | +1:32.156         | 27   | 1      |
| 16  | 17  | Miguel Praia        | Yamaha       | 21     | +1 ronde          | 28   |        |
| DNF | 155 | Ben Bostrom         | Honda        | 21     | Uitgevallen       | 22   |        |
| DNF | 99  | Steve Martin        | Petronas     | 14     | Uitgevallen       | 2    |        |
| DNF | 20  | Marco Borciani      | Yamaha       | 13     | Uitgevallen       | 25   |        |
| DNF | 41  | Noriyuki Haga       | Yamaha       | 11     | Uitgevallen       | 18   |        |
| DNF | 12  | Lorenzo Alfonsi     | Yamaha       | 10     | Uitgevallen       | 19   |        |
| DNF | 27  | Alessio Corradi     | Ducati       | 8      | Uitgevallen       | 23   |        |
| DNF | 45  | Gianluca Vizziello  | Yamaha       | 5      | Uitgevallen       | 14   |        |
| DNF | 24  | Garry McCoy         | Petronas     | 4      | Uitgevallen       | 7    |        |
| DNF | 19  | Lucio Pedercini     | Ducati       | 4      | Uitgevallen       | 24   |        |
| DNF | 10  | Fonsi Nieto         | Ducati       | 3      | Ongeluk           | 21   |        |
| DNF | 30  | José Luis Cardoso   | Yamaha       | 0      | Uitgevallen       | 15   |        |
| DSQ | 57  | Lorenzo Lanzi       | Ducati       | 22     | Gediskwalificeerd | 26   |        |
| DNS | 7   | Pierfrancesco Chili | Honda        | 0      | Niet gestart      |      |        |

### Race 2
De race werd na 12 ronden stilgelegd. Later werd de race herstart over een lengte van 10 ronden. De uitslagen van deze races werden bij elkaar opgeteld zodat hier een einduitslag uit opgemaakt kon worden.
| Pos | Nr  | Rijder              | Constructeur | Rondes | Tijd           | Grid | Punten |
| --- | --- | ------------------- | ------------ | ------ | -------------- | ---- | ------ |
| 1   | 11  | Troy Corser         | Suzuki       | 22     | 37:34.183      | 4    | 25     |
| 2   | 71  | Yukio Kagayama      | Suzuki       | 22     | +5.822         | 1    | 20     |
| 3   | 76  | Max Neukirchner     | Honda        | 22     | +10.897        | 3    | 16     |
| 4   | 77  | Chris Vermeulen     | Honda        | 22     | +18.757        | 9    | 13     |
| 5   | 10  | Fonsi Nieto         | Ducati       | 22     | +53.089        | 21   | 11     |
| 6   | 27  | Alessio Corradi     | Ducati       | 22     | +54.127        | 23   | 10     |
| 7   | 55  | Régis Laconi        | Ducati       | 22     | +58.076        | 8    | 9      |
| 8   | 3   | Norifumi Abe        | Yamaha       | 22     | +1:03.328      | 12   | 8      |
| 9   | 200 | Giovanni Bussei     | Kawasaki     | 22     | +1:04.355      | 11   | 7      |
| 10  | 6   | Mauro Sanchini      | Kawasaki     | 22     | +1:08.754      | 16   | 6      |
| 11  | 155 | Ben Bostrom         | Honda        | 22     | +1:14.447      | 22   | 5      |
| 12  | 93  | Andrew Stroud       | Suzuki       | 22     | +1:16.710      | 27   | 4      |
| 13  | 57  | Lorenzo Lanzi       | Ducati       | 22     | +1:20.004      | 26   | 3      |
| 14  | 17  | Miguel Praia        | Yamaha       | 22     | +2:44.473      | 28   | 2      |
| DNF | 12  | Lorenzo Alfonsi     | Yamaha       | 16     | Ongeluk        | 19   |        |
| DNF | 9   | Chris Walker        | Kawasaki     | 15     | Ongeluk        | 13   |        |
| DNF | 99  | Steve Martin        | Petronas     | 14     | Ongeluk        | 2    |        |
| DNF | 41  | Noriyuki Haga       | Yamaha       | 13     | Ongeluk        | 18   |        |
| DNF | 88  | Andrew Pitt         | Yamaha       | 12     | Ongeluk        | 5    |        |
| DNF | 24  | Garry McCoy         | Petronas     | 12     | Ongeluk        | 7    |        |
| DNF | 20  | Marco Borciani      | Yamaha       | 11     | Uitgevallen    | 25   |        |
| DNF | 32  | Sébastien Gimbert   | Yamaha       | 9      | Uitgevallen    | 20   |        |
| DNF | 30  | José Luis Cardoso   | Yamaha       | 7      | Uitgevallen    | 15   |        |
| DNF | 1   | James Toseland      | Ducati       | 5      | Ongeluk        | 10   |        |
| DNF | 31  | Karl Muggeridge     | Honda        | 5      | Schade ongeluk | 6    |        |
| DNF | 8   | Ivan Clementi       | Kawasaki     | 1      | Ongeluk        | 17   |        |
| DNF | 45  | Gianluca Vizziello  | Yamaha       | 1      | Ongeluk        | 14   |        |
| DNF | 19  | Lucio Pedercini     | Ducati       | 1      | Uitgevallen    | 24   |        |
| DNS | 7   | Pierfrancesco Chili | Honda        | 0      | Niet gestart   |      |        |

## Supersport
| Pos | Nr  | Rijder                   | Constructeur | Rondes | Tijd         | Grid | Punten |
| --- | --- | ------------------------ | ------------ | ------ | ------------ | ---- | ------ |
| 1   | 16  | Sébastien Charpentier    | Honda        | 21     | 34:28.920    | 1    | 25     |
| 2   | 11  | Kevin Curtain            | Yamaha       | 21     | +3.595       | 4    | 20     |
| 3   | 99  | Fabien Foret             | Honda        | 21     | +9.641       | 3    | 16     |
| 4   | 21  | Katsuaki Fujiwara        | Honda        | 21     | +9.664       | 5    | 13     |
| 5   | 3   | Jurgen van den Goorbergh | Ducati       | 21     | +29.602      | 9    | 11     |
| 6   | 116 | Johan Stigefelt          | Honda        | 21     | +34.168      | 8    | 10     |
| 7   | 23  | Broc Parkes              | Yamaha       | 21     | +42.695      | 12   | 9      |
| 8   | 8   | Stéphane Chambon         | Honda        | 21     | +46.360      | 6    | 8      |
| 9   | 25  | Tatu Lauslehto           | Honda        | 21     | +48.976      | 14   | 7      |
| 10  | 24  | Christophe Cogan         | Suzuki       | 21     | +56.859      | 11   | 6      |
| 11  | 12  | Javier Forés             | Suzuki       | 21     | +1:20.356    | 10   | 5      |
| 12  | 48  | David García             | Kawasaki     | 21     | +1:20.461    | 15   | 4      |
| 13  | 58  | Tomáš Mikšovský          | Honda        | 21     | +1:28.701    | 18   | 3      |
| 14  | 59  | Paweł Szkopek            | Honda        | 20     | +1 ronde     | 16   | 2      |
| DNF | 84  | Michel Fabrizio          | Honda        | 18     | Ongeluk      | 2    |        |
| DNF | 30  | Alessandro Antonello     | Kawasaki     | 6      | Uitgevallen  | 13   |        |
| DNF | 15  | Matteo Baiocco           | Kawasaki     | 5      | Uitgevallen  | 19   |        |
| DNF | 14  | Andrea Berta             | Ducati       | 1      | Uitgevallen  | 17   |        |
| DNF | 69  | Gianluca Nannelli        | Ducati       | 0      | Ongeluk      | 7    |        |
| DNS | 72  | Stefan Folkesson         | Honda        | 0      | Niet gestart |      |        |

## Tussenstanden na wedstrijd

### Superbike
| Pos | Nr | Rijder          | Team   | Punten |
| --- | -- | --------------- | ------ | ------ |
| 1   | 11 | Troy Corser     | Suzuki | 91     |
| 2   | 71 | Yukio Kagayama  | Suzuki | 85     |
| 3   | 55 | Régis Laconi    | Ducati | 54     |
| 4   | 77 | Chris Vermeulen | Honda  | 50     |
| 5   | 76 | Max Neukirchner | Honda  | 37     |

### Supersport
| Pos | Nr | Rijder                | Team   | Punten |
| --- | -- | --------------------- | ------ | ------ |
| 1   | 16 | Sébastien Charpentier | Honda  | 45     |
| 2   | 21 | Katsuaki Fujiwara     | Honda  | 38     |
| 3   | 11 | Kevin Curtain         | Yamaha | 33     |
| 4   | 99 | Fabien Foret          | Honda  | 27     |
| 5   | 23 | Broc Parkes           | Yamaha | 19     |

1990 · 1991 · 1992 · 1994 · 1995 · 1996 · 1997 · 1998 · 1999 · 2000 · 2001 · 2002 · 2003 · 2004 · 2005 · 2006 · 2007 · 2008 · 2009 · 2010 · 2011 · 2012 · 2013 · 2014 · 2015 · 2016 · 2017 · 2018 · 2019 · 2020 · 2022 · 2023 · 2024 · 2025